# Hypnum erectum
Hypnum erectum là một loài Rêu trong họ Hypnaceae. Loài này được (Duby) Lesq. & James mô tả khoa học đầu tiên năm 1884.